# Olivia Rose Keegan
Olivia Rose Keegan (* 22. November 1999 in San Rafael, Kalifornien) ist eine US-amerikanische Schauspielerin und Sängerin.

## Leben
Keegan kam am 22. November 1999 im kalifornischen San Rafeal zur Welt. Im Alter von sieben Jahren begann sie, im örtlichen Musical-Theater aufzutreten. Ihre Eltern bestärkten sie dazu, ihre Karriere am heimatlichen Theater fortzusetzen, aber Keegan entschied sich für eine Laufbahn als Film- und Fernsehschauspielerin. Im Oktober 2011 zog Keegan nach Los Angeles, wo sie kurz darauf erste kleinere Filmrollen sowie Auftritte in verschiedenen Fernsehserien erhielt. An der Seite von Kate Bosworth und Wes Bentley spielte sie 2014 eine Hauptrolle im Mystery-Thriller Amnesiac. Seit 2015 verkörpert Keegan die Rolle der Claire Brady in der US-amerikanischen Seifenoper Zeit der Sehnsucht. Zudem ist sie seit 2021 in dem Disney Plus Original High School Musical: Das Musical: Die Serie als Lily zu sehen.
Im März 2016 veröffentlichte Keegan ihre erste EP Olivia Rose Keegan bei iTunes. Die sechs Titel des Albums werden auch von Keegans Serien-Ego in Zeit der Sehnsucht, der aufstrebenden jungen Sängerin Claire, in der Soap aufgeführt.

## Filmografie (Auswahl)

### Filme
- 2013: Decoding Annie Parker
- 2013: Ashley
- 2014: Amnesiac
- 2015: Weihnachten in der heiligen Straße (Christmas on Salvation Street)

### Fernsehserien
- 2012: A.N.T.: Achtung Natur-Talente (A.N.T. Farm) (Episode 2x07)
- 2013: Modern Family (Episode 4x17)
- 2013: Sam & Cat (Episode 1x10)
- 2014: Wilfred (Episode 4x01)
- 2014: Growing Up Fisher (Episode 1x06)
- 2015: Die Thundermans (The Thundermans) (Episode 2x23)
- 2015–2020: Zeit der Sehnsucht (Days of Our Lives) (200+ Episoden)
- 2018–2019: The Bay (4 Episoden)
- 2019: All American (Episode 2x02)
- 2021: All Rise – Die Richterin (All Rise, Episode 3x02)
- 2021–2022: High School Musical: Das Musical: Die Serie (High School Musical: The Musical: The Series, 10 Episoden)
- 2022: Minx  (Episode 1x03)
- 2023: Daisy Jones & the Six (Miniserie, 2 Episoden)
- 2023: Gotham Knights (13 Episoden)